# Yoann Langlet
Yoann-Jean-Noël Langlet (in arabo يوان جانويل لانجلي‎?; Le Port, 25 dicembre 1985) è un ex calciatore francese naturalizzato mauritano, di ruolo centrocampista.

## Carriera

### Club
Durante la sua carriera ha giocato con varie squadre di club, tra cui il Thrasyvoulos, in cui si è trasferito nel 2010.

### Nazionale
Conta 9 presenze e 4 reti con la Nazionale mauritana, che lo rendono il giocatore che ha segnato più gol per la sua nazione.

## Palmarès

### Club

#### Competizioni nazionali
- Coppa del Liechtenstein: 1

Vaduz: 2006-2007
- Campionato libico: 1

Al-Ittihad: 2007-2008
- Supercoppa di Libia: 1

Al-Ittihad: 2007